# Месть странницы (фильм, 2012)
«Месть странницы» — художественный телефильм, снятый режиссером Хайнсйоргом Турном в 2012 году. Немецкое название фильма: «Месть странствующей блудницы» (нем. Die Rache der Wanderhure). Другое название: «Странствующая блудница: месть».
Фильм снят по мотивам романа Ини Лоренц «Die Kastellanin» и, является продолжением фильма «Странствующая блудница» («Die Wanderhure»).

## Сюжет
Мария и ее муж Михаэль Адлер живут счастливой семейной жизнью, пока Мишеля не призывают на войну против гуситов за короля Сигизмунда. Вскоре Марии приносят известие о гибели мужа. Она не верит в его смерть и отправляется искать своего мужа в землях, подконтрольных гуситам.

## В ролях
- Александра Нельдель — Мария Адлер
- Берт Тишендорф — Михаэль Адлер
- Юлиан Вейгенд — папский великий инквизитор
- Йоханес Криш — рыцарь Фалько фон Хеттенштайн
- Эстер Швайнс — аббатиса Изабель де Меланкур
- Гёц Отто — германский король Сигизмунд
- Майкл Маркфорт — Непомук
- Хельмут Бергер — граф Сокольный
- Надя Беккер — Хильтруда
- Даниель Рёснер — Томас
- Ксения Ассенца — Янка
- Ютта Долле — Брунгильда
- Беттина Шварц — Дралле Юре

В эпизодах
Ill-Young Kim, Хари Принц, Корвус Коракс, Корнелиус Обоня, Юли Энгельбрехт, Йоханнес Цайлер, Фриц Эггер, Кристина Скокова, Мерседес Эшерер, Франц Фрошауэр, Вольф-Дитер Нич, Пиро Ремпель, Кристиан Вайнберг.

## Съемочная группа
- Режиссер: Хайнсйорг Турн.
- Сценаристы: Ини Клоке, Эльмар Вольрат, Дирк Соломон, Томас Весскамп.
- Продюсеры: Йозеф Айххольцер, Андреас Барайс, Манфред Брай, Свен Бургемайстер, Марион Дани, Штефан Гертнер, Филип Геринг, Андреас Шнеппе, Бернхард Натшлегер, Патрик Ноэль Саймон.
- Композитор: Стефан Массимо.
- Оператор: Маркус Хаузен.
- Монтажер: Аларих Ленц.
- Дизайнер производства: Изиодор Виммер.
- Художественный руководитель: Иржи Завадил.
- Дизайнер по костюмам: Моника Баттингер.
- Гримеры: Андреа Буххольц, Иванна Хлостова, Ивонн Франц, Валеска Шиттельм, Мартин Шепер, Хассо фон Хуго.
- Менеджеры производства: Пётр Билек, Моника Марушко, Павел Типольт, Роланд Нико Вентурас.
- Ассистенты режиссера: Мартин Барта, Франк Бартольд, Регина Гмайнер, Иржи Мацек.
- Художники: Томас Лоренц, Станислав Луксан, Мартина Пёпль, Андреас Соботка, Штефан Мили.
- Звукорежиссеры: Иржи Криз, Макс Раммлер-Рогалль, Марсель Шпизак, Клеменс Беккер, Ю Фюрст, Хенри Майр.
- Специалист по спецэффектам: Давыд Мыслик.
- Специалисты по визуальным эффектам: Маркус Хубер, Матиас Экхардт, Кристофер Гомбок.
- Каскадеры: Павел Новотный, Йохана Спачилова, Райнер Вернер, Пётр Хайнек, Йиндрих Клаус, Мирослав Лготка, Роман Спачил, Мария Свечова.
- Ассистенты оператора: Иржи Ханцль, Игорь Элен, Алексис Костудис, Томас Крюкль, Владимир Мюллер, Вратислав Новотный, Франтишек Новак, Филип Форнер, Павел Фридрих, Кристофер Рютгер.
- Исполнитель песни в фильме: Нольвенн Леруа
- Редактор фильма: Ивонн Тран
- Прочие специалисты: Лор Блёссль, Ханя Баракат, Марион Градлер, Габи Хайнеман, Ленка Куткова, Сильвия Гюлле, Сабина Хайн, Патриссия Шеттинг, Петра Снайдрова, Фелиция Вурцер, Катя Заус, Лиза Эйденхаммер.

## Производство
Съемки проходили в 2011 году на территории Чехии и Австрии.
Организации принявшие участие в производстве:
- Sat.1
- TV-60 Filmproduktion
- Österreichischer Rundfunk
- Aichholzer Filmproduktion
- Wilma Film
- Filmové studio Barrandov
- SevenOne International

Оказавшие спонсорскую поддержку:
- Fernsehfonds Austria
- FilmFernsehFondsBayern[англ.]
- Media
- Министерство культуры Чешской Республики
- Зальцбург (земля) (Австрия)
- ARRI Sound

## Распространение
Официальными дистрибьютерами являются:
- Elephant Films (2013, Франция, DVD)
- Sat.1 (2012, Германия, TV)
- SevenOne International (2011,  другие страны, все медиа)
- Universum Film AG (2012, Германия, DVD)
- Viasat3[англ.] (2012, Венгрия, TV)

## Награды
В 2012 году два продюсера Андреас Барайс и Свен Бургемайстер были удостоены «Голубой пантеры» на 24-й церемонии вручения премий Баварского телевидения.